# Spitfire (banda)
No confundir con el avión de guerra británico
Spitfire es una banda de Ska punk ruso originaria de la ciudad de San Petersburgo, formada en febrero de 1993.

## Historia

### 1990-1999
El grupo musical se formó a principios de 1993 en San Petersburgo, fue fundado por tres músicos: Konstantin Limonov (guitarra, voz), Denís Kuptsov (batería) e Igor Popugay (contrabajo), las primeras canciones del grupo eran realizadas en el estilo de rockabilly, pero ya en el verano de 1993 Spitfire comenzó a familiarizarse más con el estilo Garage. Este nuevo estilo que había adoptado la banda se basaba en un Garage rock de 1960. El primer concierto del grupo se realizó en febrero de 1993 en San Petersburgo en el festival Psycho-Muziki.
Los cambios para el grupo comenzaron en el año 1994, cuando Igor Popugay abandonó el grupo y su lugar fue ocupado por el bajista Dmitry Petrov (pero pronto fue remplazado por Víctor Ivanov), luego se unieron a la banda Grigori Zontov (saxofón, voz de apoyo), Aleksei Pushkaryova (trompeta), y más tarde Mr. Bazooka (trombón, voz de apoyo). Esta nueva composición de Spitfire grabó su primer demo y lo presentó en el festival Aerofuzz en marzo de 1994, y finalmente el grupo se inclinó hacia es estilo Ska punk.
Su canción “Simply can’t get up” apareció en el compildo United Color of Ska vol. 2, convirtiéndose oficialmente en la primera canción del grupo.
En marzo de 1996, en San Petersburgo la banda grabó su álbum debut Night Hunting.
Pronto comenzaron nuevamente los cambios en el grupo. En 1996-1997, abandonaron la banda el trompetista Alekséi Pushkaryov, el trombonista Mr. Bazooka y el bajista Víctor Ivanov, que fueron sustituidos por Román Parygin (trompeta y voz), Vladislav Aleksandrov (trombón) y Andréi Kurayev (bajo).
Esta nueva formación realizó su gira por Europa y luego en marzo de 1999 comenzaron a grabar su segundo álbum The Coast is Clear, en la discográfica alemana Pork pie.

### 2000
En la primavera de 2001, integró al grupo tecladista Ilya Rogachevski, exmiembro del grupo Chufela Marzufela. Seis mese después le ocurrió un accidente al trobonista Mijail Gapak, un amigo cercano del grupo, se rompió la espina dorsal bajo circunstancias poco claras. La mayoría de los conciertos de la época Spitfire los organizó en apoyo de Gapak, para recaudar fondos para una operación muy costosa (el tercer álbum de la banda fue dedicado a él).
A fines de 2001, los músicos de Spitfire comenzaron a trabajar con la banda Leningrad para grabar el disco Pirati XXI veka (ya que Román Parygin y Sergéi Shnurov se conocían de principios de los ‘90). En febrero de 2002, los integrantes de Spitfire finalmente se unieron a la banda Leningrad, sustituyendo a la antigua formación de la banda (Aleksandr Privalov, Roma Fokin, Vasily Savin, Mitya Melnikov).
En el 2003, Spitfire grabó su tercer álbum, Thrills and Kills. Donde Román Parygin realiza la casi totalidad de las voces principales del álbum, convirtiéndose así en el segundo líder de la banda. El álbum fue lanzado a fines de 2003. Existen dos versiones de disco: uno ruso y uno alemán (que a diferencia de la versión rusa contiene una canción más “Vasna”, que se adjunta a la unidad con un folleto de 16 páginas con las letras de las canciones). El disco fue el primer lanzamiento de la discográfica ShnurOK, fundada por Sergéi Shnurov.
En la primavera de 2004, el grupo lanza un videoclip “Break the silence” que se mostró en el canal de televisión Mtv-Rusia, en el programa 12 Zlobnij Zitreley y se lo consideró uno de los mejores videos participantes de la transferecia.
En 2004-2005, la banda recorrió varios programas de televisión (Np., Otkrity proyekt, telekanal TVTS). En el año 2006, konstantin Limonov abandonó Spitfire, lo que lo convirtió a Román Parygin en el verdadero líder de la banda, e incorporaron a Dmitry Kezhvatov como guitarrista.
En el 2006, comenzarona trabajar en el cuarto álbum de la banda Lifetime Visa, de hecho, comenzaron a trabajar en el disco cuando Limonov aún formaba parte del grupo. Pero el álbum se completó a fines de 2007. Este fue lanzado en la primavera de 2008 por la discográfica A1 Records. En enero de 2009 comenzó la gira europea en apoyo del álbum.
En otoño de 2009 el último miembro fundador del grupo, Denis Kuptsov, deja la banda y su lugar en la batería es ocupado por Igor Rozanov.

## Miembros

### Miembros activos
- Román Parygin – trompeta, voz, texto
- Grigori Zontov – saxofón tenor, voz de apoyo
- Andréi Kurayev – bajo, voz de apoyo
- Vladislav Aleksandrov – trombón, voz de apoyo
- Ilya Rogachevski – teclados
- Dmitry Kezhvatov – guitarra, voz de apoyo (desde año 2006)
- Igor Rozanov - batería

### Antiguos miembros
- Denís Kuptsov – batería, voz de apoyo
- Konstantin Limonov
- Igor Popugay
- Dmitry Petrov
- Víctor Ivanov
- Mijail Gapak
- Alekséi Pushkarev
- Yury Mr. Bazooka Evgrafov

## Discografía

### Álbum de estudio
- Night Hunting (1996)
- The Coast is Clear (1999)
- Thrills and Kills (2004)
- Lifetime Visa (2008)

### Simples
- Swinging single club (Mamma mia/ Noisy crew/ Life comes running) (1998)
- X-mas Claus Tour (2000)
- Obivatel (2004)
- Nastroenie (2008)

### Videoclips
- Mamma mia (1999)
- Night Flying (1999)
- Fussball junkie (1999)
- Factory of the happiness and joy (2000)
- Unlucky men (recopilación de grabaciones de videos de 1998-2000)
- Break the Silence (2004)
- The Freak (2004)
- Three Chords (verano de 2004)
- Nastroenie (diciembre de 2007)
- Ya Pervy (2010)